# Powódź w Indiach (2009)
Powódź w Indiach – powódź, która dotknęła kilka stanów w Indiach w lipcu 2009. W jej wyniku śmierć poniosło 299 osób w stanach Orisa oraz Kerala. Najbardziej dotknięte zostały stany Orisa, Kerala, Gujarat i stany w regionie północno-wschodnich Indii. Powodzie wystąpiły w wyniku intensywnych opadów deszczu wraz z nadejściem monsunu.  
W stanie Orisa utonęło 36 osób, zalanych zostało setek wsi i osad. Łącznie około pół miliona domów znalazło się pod wodą. Ewakuowano około pięciu tysięcy osób. Pod wodą znalazło się ponad dziesięć tysięcy hektarów pól ryżowych. Najgorsza sytuacja panowała w dystryktach: Nayagarh, Cuttack, Ganjam Keonjhar, Koraput i Kandhamal.
W stanie Kerala zgłoszono 13 zgonów. Najbardziej dotknięte zostały dystrykty: Kannur, Ernakulam, Kozhikode, Kollam, Thrissur oraz Malappuram, Wayanad, Kasaragod i Alappuzha.